# Алла Кудрявцева
Алла Кудрявцева (на руски: Алла Александровна Кудрявцева) е професионална тенисистка от Русия.
Професионалната кариера на Алла Кудрявцева стартира през 2005 г. Тя е финалист в най-престижната надпревара при девойките „Ориндж Боул“. Силното ѝ представяне в различните турнири от ITF и WTA-календара ѝ осигуряват през 2007 г. за първи път място сред стоте най-добри тенисистки. Отново през 2007 г. тя дебютира в турнир от Големия шлем. Това се случва по време на „Откритото първенство на Австралия“, където във втория кръг на надпреварата талантливата рускиня е отстранена от Мартина Хингис с резултат 2:6, 2:6. Подемът в играта на Кудрявцева я извежда и до трети кръг на „Ролан Гарос“, където бива елиминирана от своята сънародничка Мария Шарапова с резултат 1:6, 4:6.
През 2010 г. Алла Кудрявцева в разстояние само на няколко дни играе два финала на сингъл. Първият финал тя губи от състезаващата се за Австралия словачка Ярмила Грот в китайския град Гуанджоу с резултат 1:6, 4:6. На 25 септември 2010 г. Кудрявцева печели своята първа шампионска титла на сингъл от WTA-календара. Това се случва по време на финалната среща на турнира „Ташкент Оупън“, в която надделява над своята сънародничка Елена Веснина с резултат 6:4, 6:4.
В мачовете на двойки, руската тенисистка има спечелени два финала. Първият от тях датира от 23 септември 2007 г. в индийския град Калкута заедно с американската си партньорка Ваня Кинг побеждава италианката Алберта Брианти и Мария Коритцева от Украйна с резултат 6:1, 6:4. Втората си титла, Кудрявцева печели на 20 юни 2010 г. по време на турнира в холандския град Хертогенбош. Във финалната среща заедно със своята партньорка Анастасия Родионова от Австралия, те завоюват титлата побеждавайки Ваня Кинг и Ярослава Шведова с резултат 3:6, 6:3, 10:8.
Най-доброто си представяне на сингъл в турнир от Големия шлем, Алла Кудрявцева регистрира през 2008 г. Тогава по време на „Уимбълдън“, тя достига до четвърти кръг в състезанието, където бива елиминирана от своята сънародничка Надя Петрова.
Най-доброто си класиране в ранглистата на световния тенис на сингъл, Кудрявцева записва на 4 октомври 2010 г. когато заема 56-а позиция.
На 19 февруари 2011 г. печели шампионската титла на двойки от турнира в американския град Мемфис. Във финалната среща заедно с беларуската тенисистка Олга Говорцова сломяват съпротивата на чешките състезателки Андеа Хлавачкова и Луцие Храдецка с резултат 6:3, 4:6, 10:8. На 12 юни 2011 г. двете печелят турнира „АЕГОН Класик“ в английския град Бирмингам, като надиграват италианския дует Сара Ерани и Роберта Винчи с 1:6, 6:1, 10:5.